# The Road to Hell (single)
The Road to Hell is een tweedelig nummer van de Britse zanger Chris Rea uit 1989. Het is de eerste single van zijn gelijknamige tiende studioalbum.

## Achtergrondinformatie
Rea schreef dit nummer terwijl hij vast zat in het verkeer op de snelweg M4 in Engeland, die Londen verbindt met de zuidwestkust. Hij had een paar verkeerde afslagen genomen, waardoor hij in de file terechtkwam en de snelweg voor hem aandeed als "de weg naar de hel". Hij stond meer dan een uur stil, kreeg het idee voor dit nummer en schreef de tekst in de auto op de kruising van de M25. Rea houdt van autorijden, maar heeft een hekel aan verkeer en files.
De tekst vormt het concept voor het gehele album: een typische dag in het leven van een persoon in het zuiden van Engeland. Het nummer bevat twee delen; "The Road to Hell (Part 1)" en "The Road to Hell (Part 2)". "Part 1" begint met een soundscape die het verkeer op de M4 simuleert. Regen, ruitenwissers en een reeks onsamenhangende verkeersberichten in verschillende talen zijn te horen, waaronder een die aangeeft dat de vertraging ongeveer vier uur zal duren. "Part 2" begint met volledige instrumentatie. Dit deel is als single uitgebracht en is de bekendste versie van het nummer. Deze versie werd in een aantal Europese landen een hit en bereikte de 10e positie in het Verenigd Koninkrijk. In Nederland bereikte het geen hitlijsten, wel werd het een kleine radiohit.

## Tracklijst
- 7"

1. "The Road to Hell (Part 2)" - 4:35
2. "He Should Know Better" - 3:55

- 12"

1. "The Road to Hell (Parts 1 & 2)" - 9:20
2. ""Josephine (La Version Française)" - 5:37

- Cd-single

1. "The Road to Hell (Parts 1 & 2)" - 9:20
2. "Josephine (La Version Française)" - 5:37
3. "He Should Know Better" - 4:37